# Doxilamina
La doxilamina es un medicamento perteneciente al grupo de los antihistamínicos H1. Se usa principalmente para el tratamiento del insomnio a corto plazo, aunque sus usos también incluyen el tratamiento de los resfriados y la tos, en combinación con descongestionantes.
Comercialmente se presenta en forma de polvo soluble en agua y en forma de comprimidos. El principal uso de los antihistaminicos H1 es el tratamiento de alergias y otros procesos atópicos. Tanto la doxilamina como otros antihistaminicos H1 de primera generación atraviesan la barrera hematoencefálica provocando somnolencia al inhibir los receptores H1 estimulantes de la vigilia, por eso se emplea para tratar los casos leves de insomnio. En España se puede adquirir en farmacias sin receta médica.

como succinato.

La doxilamina es recomendada por el American College of Obstetricians and Gynecologists como terapia de primera línea para el tratamiento oral de náuseas y vómitos en el embarazo, tras haberse descartado que pueda ser teratogénica en estudios con más de 6000 pacientes y controles; en estos casos suele combinarse con vitamina B6 (piridoxina).